# جان کریستف آینا
جان کریستف آینا (انگلیسی: John-Christophe Ayina؛ زادهٔ ۹ آوریل ۱۹۹۱) بازیکن فوتبال اهل فرانسه است که در پست مهاجم بازی می‌کند.
از باشگاه‌هایی که در آن بازی کرده‌است می‌توان به باشگاه فوتبال راسینگ سانتاندر، باشگاه فوتبال نیوپورت کانتی، باشگاه فوتبال کوردوبا، باشگاه فوتبال گنگام، باشگاه فوتبال روچدیل، و باشگاه فوتبال ختافه اشاره کرد.